# Bouillé-Saint-Paul
Bouillé-Saint-Paul är en kommun i departementet Deux-Sèvres i regionen Nouvelle-Aquitaine i västra Frankrike. Kommunen ligger i kantonen Argenton-les-Vallées som tillhör arrondissementet Bressuire. År 2018 hade Bouillé-Saint-Paul 384 invånare.

## Befolkningsutveckling
Antalet invånare i kommunen Bouillé-Saint-Paul
| Referens: INSEE |